# Rocche di Roccella Valdemone
Rocche di Roccella Valdemone este o arie protejată (arie specială de conservare — SAC, sit de importanță comunitară — SCI) din Italia întinsă pe o suprafață de 863 ha, integral pe uscat.

## Localizare
Centrul sitului Rocche di Roccella Valdemone este situat la coordonatele 37°55′37″N 15°00′47″E / 37.926891°N 15.013082°E.

## Înființare
Situl Rocche di Roccella Valdemone a fost declarat sit de importanță comunitară în septembrie 1995 pentru a proteja 4 specii de animale. Situl a fost protejat și ca arie specială de conservare în decembrie 2015.

## Biodiversitate
Situată în ecoregiunea mediteraneană, aria protejată conține 10 habitate naturale: Păduri de Castanea sativa, Fânețe de joasă altitudine (Alopecurus pratensis, Sanguisorba officinalis), Râuri mediteraneene cu debit intermitent, cu specii de Paspalo-Agrostidion, Păduri panonice-balcanice de stejar turcesc - stejar sesil, Păduri de stejar alb estice, Pseudostepă cu ierburi și specii anuale de Thero-Brachypodietea, Pante stâncoase calcaroase cu vegetație casmofită, Păduri de fag din Apenini cu Taxus și Ilex, Păduri de Quercus ilex și Quercus rotundifolia, Pante stâncoase silicioase cu vegetație casmofită.
La baza desemnării sitului se află mai multe specii protejate de  păsări (4): Alectoris graeca whitakeri, acvilă de munte (Aquila chrysaetos), șoim călător (Falco peregrinus), ciocârlie de pădure (Lullula arborea)
Pe lângă speciile protejate, pe teritoriul sitului au mai fost identificate 13 specii de plante, 1 specie de amfibieni, 1 specie de mamifere, 63 de specii de nevertebrate, 8 specii de reptile.